# Multistakeholder-Governance
Multistakeholder-Governance ist ein neues und sich wandelndes Governance-System. Es versucht, Interessengruppen zusammenzubringen, um am Dialog, an der Entscheidungsfindung und an der Umsetzung von Antworten auf gemeinsam wahrgenommene Probleme teilzunehmen. Das Prinzip hinter einer solchen Struktur besteht darin, dass, wenn genügend Input von den an einer Frage beteiligten Akteuren geliefert wird, die schlussendliche einvernehmliche Entscheidung mehr Legitimität gewinnt und wirksamer umgesetzt werden kann als eine traditionelle staatliche Reaktion. Während sich die Entwicklung der Multi-Stakeholder-Governance vor allem auf internationaler Ebene vollzieht, sind öffentlich-private Partnerschaften (PPPs) inländische Analogien.
Stakeholder beziehen sich auf eine Sammlung von Akteuren aus verschiedenen sozialen, politischen und wirtschaftlichen Bereichen, die absichtlich zusammenarbeiten, um einen physischen, sozialen, wirtschaftlichen oder politischen Bereich zu regieren. Das Spektrum der Akteure kann multinationale Unternehmen, Regierungen, zivilgesellschaftliche Gremien, akademische Experten, Anführer von Gemeinschaften, religiöse Vertreter, Medienpersönlichkeiten und andere institutionelle Gruppen umfassen.
Eine Mindestvoraussetzung für das Spektrum der Stakeholder ist, dass eine Multi-Stakeholder-Gruppe zwei oder mehr Akteure aus verschiedenen sozialen, politischen oder wirtschaftlichen Gruppen haben muss. Wenn dies nicht der Fall ist, dann handelt es sich bei der Gruppe um einen Handelsverband (alle Unternehmensgruppen), ein multilaterales Gremium (alle Regierungen), einen Berufsverband (alle Wissenschaftler) usw. Fast alle Multistakeholder-Gremien haben mindestens ein multinationales Unternehmen oder eine mit der Wirtschaft verbundene Vertretung und mindestens eine zivilgesellschaftliche Organisation oder ein Bündnis von zivilgesellschaftlichen Organisationen als Schlüsselmitglieder.
Zu den alternativen Terminologien für die Multi-Stakeholder-Governance gehören Multi-Stakeholder-Initiativen (MSI), Multi-Stakeholder-Holders (MSH), Multi-Stakeholder-Prozesse (MSP), öffentlich-private Partnerschaften (PPP), informelle Governance-Vereinbarungen und nichtstaatliche Regulierung.
Der Schlüsselbegriff „Multistakeholder“ (oder „Multistakeholderismus“) wird zunehmend ohne Bindestrich geschrieben, um die Konsistenz mit seinem Vorgänger „Multilateralismus“ zu wahren und um diese neue Form der Governance mit einem der beteiligten Schlüsselakteure zu verbinden, der im Allgemeinen ebenfalls ohne Bindestrich geschrieben wird: „multinationale Unternehmen“. Der Begriff „Multistakeholderismus“ wird in ähnlicher Weise parallel zum Bilateralismus und Regionalismus verwendet.
Als eine sich entwickelnde Form der Global Governance ist nur eine begrenzte Anzahl von Organisationen und Institutionen am Multistakeholderismus beteiligt. In einer Reihe von Kreisen stellen gegensätzliche Kräfte aktiv die Legitimität, Rechenschaftspflicht und Wirksamkeit dieser experimentellen Veränderungen in der Global Governance in Frage.

## Zeitgenössische Geschichte und Theorie
Die Stakeholder-Management-Theorie, die Stakeholder-Projektmanagement-Theorie und die Stakeholder-Agentur-Theorie haben alle zur intellektuellen Grundlage für die Multi-Stakeholder-Governance beigetragen. Die Geschichte und Theorie der Multi-Stakeholder-Governance weicht jedoch in vier wesentlichen Punkten von diesen Modellen ab. Die früheren Theorien beschreiben, wie eine zentrale Institution (sei es ein Unternehmen, ein Projekt oder eine Regierungsbehörde) formell mit verwandten Institutionen (seien es andere Organisationen, Institutionen oder Gemeinschaften) zusammenarbeiten sollte. Bei der Multi-Stakeholder-Governance ist das zentrale Element des Multistakeholder-Engagements ein öffentliches Anliegen (z. B. Klimaschutz, Verwaltung des Internets oder die Nutzung natürlicher Ressourcen) und nicht eine bereits bestehende Organisation. Zweitens zielten die früheren Theorien darauf ab, eine bereits existierende Institution zu stärken. Bei der Multistakeholder-Governance können Multistakeholder-Gruppen verbundene Institutionen stärken, aber sie können auch Institutionen oder Funktionen bestehender Governance-Gremien (z. B. staatliche Regulierungsbehörden, UNO-System) marginalisieren. Da sich frühere Theorien mit der Verbesserung der Betriebstätigkeiten von Unternehmen und des Projektmanagements befassten, brauchten sie sich nicht mit den Folgen der Entscheidungsfindung durch Multistakeholder für die Public Governance zu befassen. Sie bieten autonomen Gruppen mit mehreren Interessengruppen auch wenig oder gar keine Anleitung zu ihren internen Governance-Regeln, da die bereits bestehende Institution über ein eigenes funktionierendes Entscheidungssystem verfügte.
Da der Multi-Stakeholderismus ein sich wandelndes Governance-System ist, besteht ein großer Teil seiner theoretischen Grundlage aus einer Kombination aus formeller Theorie und aus der Praxis abgeleiteter Theorie. Die umfangreichste theoretische Abhandlung und die ausführlichsten praktischen Vorschläge ist die Global Redesign Initiative (GRI) des Weltwirtschaftsforums.

### Beitrag der Global Redesign Initiative des Weltwirtschaftsforums
Der 600 Seiten umfassende Bericht „Everybody’s Business: Stärkung der internationalen Zusammenarbeit in einer interdependenteren Welt“ ist ein umfassender Vorschlag zur Neugestaltung der Global Governance. Der Bericht versucht, das seit dem Zweiten Weltkrieg aufgebaute Global-Governance-System grundlegend zu verändern. Der Bericht besteht aus einer Reihe von breit angelegten Grundsatzpapieren zur Multi-Stakeholder-Governance, die von der Leitung des Weltwirtschaftsforums verfasst wurden, sowie aus einer breiten Palette themenspezifischer Politikoptionen. Diese Politik- und thematischen Programmempfehlungen sollten die Fähigkeit der neuen Governance-Struktur aufzeigen, auf eine Reihe globaler Krisen zu reagieren. Zu diesen globalen Politikbereichen gehören Investitionsströme, Bildungssysteme, systemische Finanzrisiken, Philanthropie und soziales Investieren, aufstrebende multinationale Unternehmen, fragile Staaten, soziales Unternehmertum, Energiesicherheit, internationale Sicherheitskooperation, Bergbau und Metalle, die Zukunft der Regierung, Meerespolitik und ethische Werte. Der Vorschlag des Weltwirtschaftsforums von anderen unterscheiden sich dadurch aus, dass er als Gemeinschaftswerk von mehr als 750 Experten aus der internationalen Wirtschaft, der Regierung und der akademischen Welt entwickelt wurde, die eineinhalb Jahre lang in sechzig separaten Arbeitsgruppen arbeiteten.
Das Weltwirtschaftsforum hatte auch fünfzig Jahre Erfahrung darin, führende Interessenvertreter aus Politik, Wirtschaft, Kultur, Zivilgesellschaft, Religion und anderen Gemeinschaften zusammenzubringen, um den weiteren Weg in globalen Angelegenheiten zu diskutieren. Wie die drei Ko-Vorsitzenden in ihrer Einführung zum GRI-Bericht feststellten: „Es ist an der Zeit für ein neues Stakeholder-Paradigma der internationalen Governance, analog zu dem, das in der Stakeholder-Theorie der Corporate Governance verankert ist, auf der das Weltwirtschaftsforum selbst gegründet wurde“.
Dieser Prozess expliziter theoretischer Schriften in Verbindung mit aus der Praxis abgeleiteter Theorie hat sich auch im UN-System, in unabhängigen, selbstständigen globalen Kommissionen, in Debatten über die Governance des Internet und in nichtstaatlichen privaten Gremien zur Festlegung ethischer und ökologischer Standards vollzogen.

### Beiträge zwischenstaatlicher Gremien im UN-System
Die Bemühungen der Vereinten Nationen zur Definition der Multi-Stakeholder-Governance gelten weithin als mit der Weltkonferenz über Umwelt und Entwicklung 1992 (besser bekannt unter der Konferenz von Rio) begonnen. Dort schufen die Regierungen neun große nichtstaatliche Gruppen, die Teil des offiziellen zwischenstaatlichen Prozesses sein konnten. Zehn Jahre später schuf die Folgekonferenz in Johannesburg einen neuen Umsetzungsprozess unter Beteiligung mehrerer Interessengruppen, der offiziell als „Konferenzergebnisse vom Typ II“ bezeichnet wurde und in dem sich transnationale Unternehmen, NGOs und Regierungen verpflichteten, bei der Umsetzung eines bestimmten Abschnitts des Konferenzberichts zusammenzuarbeiten.
Ein separates Bemühen der Regierung, die Multi-Stakeholder-Governance zu definieren, war eine Reihe von Resolutionen der Generalversammlung zu „Partnerschaften“. In der frühesten Resolution (2002) lenkte die Resolution „die Aufmerksamkeit der Mitgliedstaaten auf Multi-Stakeholder-Initiativen, insbesondere auf die Global Compact-Initiative des Generalsekretärs, die Globale Allianz für Impfstoffe und Immunisierungen, den Multi-Stakeholder-Dialogprozess der Kommission für nachhaltige Entwicklung und die Task Force Informations- und Kommunikationstechnologien“. In den folgenden 17 Jahren entwickelten die Regierungen ihr Verständnis von Multi-Stakeholder-Governance weiter, indem sie acht weitere damit zusammenhängende Resolutionen verabschiedeten.
In der jüngsten Partnerschaftsresolution (2019) legten die Regierungen eine Reihe von Prinzipien fest, die eine Multi-Stakeholder-Partnerschaft definieren sollten. Die Regierungen „betonen[ten], dass die Prinzipien und Ansätze, die solchen Partnerschaften und Vereinbarungen zugrunde liegen, auf dem festen Fundament der Ziele und Grundsätze der Vereinten Nationen aufgebaut werden sollten, wie sie in der Charta... Eine Partnerschaft sollte einen gemeinsamen Zweck verfolgen, transparent sein, keinem Partner der Vereinten Nationen unfaire Vorteile verschaffen, gegenseitigen Nutzen und gegenseitigen Respekt, Rechenschaftspflicht, Achtung der Modalitäten der Vereinten Nationen, eine ausgewogene Vertretung der relevanten Partner aus Industrie- und Entwicklungsländern und Ländern mit im Übergang befindlichen Wirtschaftssystemen anstreben und die Unabhängigkeit und Neutralität des Systems der Vereinten Nationen im Allgemeinen und der Organisationen im Besonderen nicht beeinträchtigen“.
In derselben Resolution definierte die Regierung ferner das „gemeinsame Ziel“ und den „gegenseitigen Nutzen und Respekt“ als freiwillige Partnerschaften und als „Kooperationsbeziehungen zwischen verschiedenen Parteien, sowohl öffentlichen als auch nicht-öffentlichen, in denen alle Teilnehmer vereinbaren, zusammenzuarbeiten, um ein gemeinsames Ziel zu erreichen oder eine bestimmte Aufgabe zu übernehmen und, wie gegenseitig vereinbart, Risiken und Verantwortlichkeiten, Ressourcen und Nutzen zu teilen“.

### Beiträge der am UN-System beteiligten zivilgesellschaftlichen Organisationen
Die Organisationen der Zivilgesellschaft haben eine Reihe paralleler, aber unterschiedlicher Austausche über die Theorie und Praxis der Multi-Stakeholder-Governance geführt. Zwei Elemente der Definition von Multistakeholder-Governance, die in der zwischenstaatlichen Debatte nicht im Mittelpunkt stehen, waren (1) die Verbindung zwischen Demokratie und Multistakeholder-Governance und (2) die Bewertung der Effizienz und Effektivität von Multistakeholder-Projekten.
Dodds, einer der Gründer des Stakeholder-Forums, argumentiert, dass „die Einbeziehung von Stakeholdern in den Entscheidungsfindungsprozess die Wahrscheinlichkeit erhöht, dass sie untereinander und mit Regierungen auf allen Ebenen zusammenarbeiten, um zur Erfüllung der mit [zwischenstaatlichen] Vereinbarungen verbundenen Verpflichtungen beizutragen“. In dieser Perspektive markiert die Entwicklung der Multi-Stakeholder-Governance einen positiven Wandel von der repräsentativen Demokratie zur partizipativen, auf Interessengruppen basierenden Demokratie.
Der Bericht des Transnationalen Instituts (TNI) in Amsterdam über den Multistakeholderismus nimmt eine andere Perspektive ein. Er vertritt die Auffassung, dass die Demokratie durch die Multi-Stakeholder-Governance stark gefährdet ist. Das TNI sieht das Fehlen eines legitimen öffentlichen Auswahlverfahrens für Stakeholder, das inhärente Machtgefälle zwischen den Kategorien von Stakeholdern, insbesondere zwischen transnationalen Unternehmen und Gemeinschaftsgruppen, und die Einmischung von Geschäftsinteressen in die formelle internationale Entscheidungsfindung als kontraproduktiv für die Entwicklung eines global repräsentativen demokratischen Systems an. Gleckman, ein Mitarbeiter des TNI und Senior Fellow am Center for Governance and Sustainability, UMass-Boston, bringt weitere Argumente für den inhärent undemokratischen Charakter der Multi-Stakeholder-Governance vor.
Eine Reihe zivilgesellschaftlicher Organisationen sehen neben den Chancen zudem einige Risiken in Multi-Akteur-Partnerschaften. Größtes Risiko sehen sie hierbei in der Gefahr, dass „unter dem Dach von Partnerschaftsinitiativen der Einfluss transnationaler Unternehmen und ihrer Interessenvertreter auf den gesellschaftlichen Diskurs und die politischen Entscheidungen wächst“. Als weiteren Risikofaktor identifizieren sie zudem die mögliche Zersplitterung des internationalen Institutionsgefüges, wodurch der Koordinierungsbedarf erhöht wird und Transaktionskosten steigen. Hierdurch würde Gefahr gelaufen werden, dass es zu einer Schwächung der Organisationen des UN-Systems kommt.
Zudem nehmen Multi-Akteur-Partnerschaften eine Schlüsselrolle bei der Umsetzung der 2030-Agenda ein. In einem Bericht zu den Chancen und Risiken solcher Partnerschaften für eine nachhaltige Entwicklung wird die Bilanz gezogen, dass „Prinzipien und verbindliche Leitlinien für Partnerschaften, klare Offenlegungs- und Rechenschaftspflichten und eine systematische und unabhängige Überprüfung der Wirkungen von Partnerschaften“ unabdingbar sind.

### Beiträge der internationalen Kommissionen
Die Kommission für Global Governance von 1991–1994, der Helsinki-Prozess über Globalisierung und Demokratie von 2003–2007. und die Weltkommission für Staudämme von 1998–2001 befassten sich jeweils mit der Entwicklung des Konzepts des Multistakeholderismus als einer Kraft in der Global Governance.
So wurde zum Beispiel die Weltkommission für Staudämme (WCD) 1998 als globales Multistakeholder-Gremium von der Weltbank und der Weltnaturschutzunion (IUCN) als Reaktion auf den wachsenden Widerstand gegen große Staudammprojekte gegründet. Die zwölf Mitglieder der Kommission kamen aus den unterschiedlichsten Bereichen und vertraten ein breites Spektrum von Interessen an Großstaudämmen – darunter Regierungen und Nichtregierungsorganisationen (NGOs), Staudammbetreiber und Volksbewegungen an der Basis, Unternehmen und Akademiker, Industrieverbände und Berater.
Im Schlussbericht der WCD beschrieb der Vorsitzende Professor Kader Asmal die Ansichten der Kommissare zur Multi-Stakeholder-Governance. Er schrieb: „Wir sind eine Kommission, die die tiefen und selbst zugefügten Wunden heilen soll, die aufgerissen werden, wo und wann immer viel zu wenige für viel zu viele bestimmen, wie Wasser- und Energieressourcen am besten erschlossen oder genutzt werden sollen. Das liegt oft in der Natur der Macht und in der Motivation derjenigen, die sie in Frage stellen. In jüngster Zeit wurden Regierungen, Industrie und Hilfsorganisationen in aller Welt herausgefordert, über das Schicksal von Millionen Menschen zu entscheiden, ohne die Armen oder auch nur die Bevölkerungsmehrheit der Länder einzubeziehen, von denen sie glauben, dass sie helfen. Um solchen epochalen Entscheidungen Legitimität zu verleihen, muss die wirkliche Entwicklung den Menschen in den Mittelpunkt stellen, wobei die Rolle des Staates als Vermittler und oft auch als Vertreter seiner Interessen respektiert werden muss... wir befürworten die Globalisierung nicht, wenn sie von oben von einigen wenigen Männern geführt wird. Wir befürworten die Globalisierung, wie sie von unten von allen angeführt wird, einen neuen Ansatz für eine globale Wasserpolitik und Entwicklung.“

### Beiträge der wichtigsten Parteien zur Internet-Governance
Die Rolle von Multistakeholder-Prozessen bei der Internet-Verwaltung dominierte den Weltgipfel über die Informationsgesellschaft (WSIS) 2003–2005. Allerdings gelang es dem Gipfel nicht, die digitale Kluft zur Zufriedenheit der Entwicklungsländer anzugehen.
Das Endergebnis des Gipfels, die Tunis-Agenda (2005), verankerte eine besondere Art von Multistakeholder-Modell für die Internet-Verwaltung, bei dem auf Druck der Vereinigten Staaten die Schlüsselfunktion der Verwaltung und des Managements von Namen und Adressen an den privaten Sektor (die Internet Corporation for Assigned Names and Numbers, ICANN) delegiert wurde.
Diese US-Politik der Nutzung von Multistakeholder-Prozessen zur Förderung der Privatisierung von Funktionen, die traditionell von Regierungsbehörden wahrgenommen wurden, kam in einer Erklärung von Julie Napier Zoller, einer hohen Beamtin im Büro für Wirtschafts- und Geschäftsangelegenheiten des US-Außenministeriums, aus dem Jahr 2015 gut zum Ausdruck. Sie argumentierte, dass „jedes Treffen, das durch die Teilnahme mehrerer Interessengruppen bereichert wird, als Beispiel und Präzedenzfall dient, der die Türen für die Teilnahme mehrerer Interessengruppen an künftigen Treffen und Foren öffnet“.

## Definition eines „Stakeholders“ für die Multi-Stakeholder-Governance
Es gibt allgemein anerkannte Definitionen für „Stakeholder“ in der Managementtheorie und allgemein anerkannte Verfahren zur Auswahl von „Stakeholdern“ in der Projektmanagement-Theorie. Es gibt jedoch keine allgemein akzeptierte Definition von „Stakeholdern“ und kein allgemein anerkanntes Verfahren zur Bestimmung von „Stakeholdern“ in der Multi-Stakeholder-Governance. In einer Demokratie gibt es nur eine elementare Kategorie für die öffentliche Entscheidungsfindung, den „Bürger“. Im Gegensatz zum Konzept des „Bürgers“ in der Theorie der demokratischen Regierungsführung bleibt das Konzept des „Stakeholders“ in der Theorie und Praxis der Multi-Stakeholder-Governance ungeklärt und zweideutig.
In der Multi-Stakeholder-Governance gibt es drei Ebenen von „Stakeholder“-Definitionen: (1) die Definition der „Stakeholder-Kategorie“ (z. B. Unternehmen); (2) die Definition oder die Spezifikation für die Auswahl von Organisationen oder Institutionen innerhalb einer „Stakeholder-Kategorie“ (z. B. Kleinstunternehmen oder von Frauen geführte Unternehmen); und (3) die Definition oder die Spezifikation für die Auswahl einer einzelnen Person, die eine bestimmte Organisation oder Institution innerhalb einer Stakeholder-Kategorie vertritt (z. B. der CEO, der Beauftragte für auswärtige Angelegenheiten oder ein professioneller Mitarbeiter). In der Praxis ist es nicht ungewöhnlich, dass die Gründer einer Multi-Stakeholder-Gruppe eine Schlüsselperson als Mitglied einer Multi-Stakeholder-Gruppe auswählen und diese Person und/oder die Organisation der Person dann rückwirkend in eine geeignete Definitionskategorie einstufen.

### Mehrere Definitionen von Kategorien von Interessengruppen innerhalb des UN-Systems
Auf der Rio-Konferenz der Vereinten Nationen 1992 akzeptierten die Regierungen formell neun Hauptgruppen als „Stakeholder“-Kategorien. Die designierten Hauptgruppen waren Frauen, Kinder und Jugendliche, indigene Völker, Nichtregierungsorganisationen, lokale Behörden, Arbeitnehmer und Gewerkschaften, Unternehmen und Industrie, wissenschaftliche und technologische Gemeinschaften und Landwirte. Zwei Jahrzehnte später wurde auf der Rio+20-Konferenz erneut bekräftigt, wie wichtig es ist, diese neun Bereiche der Gesellschaft wirksam einzubinden. Auf dieser Konferenz kamen jedoch weitere Interessengruppen hinzu, darunter lokale Gemeinschaften, Freiwilligengruppen und Stiftungen, Migranten und Familien sowie ältere Menschen und Menschen mit Behinderungen. In der Folge fügten die Regierungen auch private philanthropische Organisationen, Bildungs- und akademische Einrichtungen und andere Interessenvertreter, die in Bereichen mit Bezug zur nachhaltigen Entwicklung tätig sind, als Interessenvertreter hinzu. Die Bezeichnung „Hauptgruppen“ wird jetzt als „Hauptgruppen und andere Interessenvertreter“ zitiert.
Das Führungssystem der Internationalen Arbeitsorganisation (IAO) funktioniert mit nur drei Wahlkreisen: „Arbeitnehmer“, „Unternehmen“ und „Regierung“. In diesem dreigliedrigen System sind Arbeitnehmer und Unternehmen den Regierungen gleichgestellt.
Der Ausschuss für Welternährungssicherheit (CFS) hat verschiedene Hauptkategorien: „Mitglieder“, „Teilnehmer“ und „Beobachter“. Der CFS versteht sich als „die wichtigste integrative internationale und zwischenstaatliche Plattform, auf der alle Interessengruppen zusammenarbeiten, um Ernährungssicherheit und Ernährung für alle zu gewährleisten“. Ihre Kategorie „Teilnehmer“ umfasst jedoch eine Vielzahl von sozialen Akteuren: (a) UN-Organisationen und -Gremien, (b) zivilgesellschaftliche und nichtstaatliche Organisationen und ihre Netzwerke, (c) internationale Agrarforschungssysteme (d) internationale und regionale Finanzinstitutionen und (e) Vertreter von Verbände des privaten Sektors und (f) private philanthropische Stiftungen.

### Mehrere Definitionen von Kategorien von Interessengruppen außerhalb des UN-Systems (ausgewählte Beispiele)
Im Gegensatz zu den multiplen Definitionen innerhalb des UN-Systems handelt es sich bei der Definition von Stakeholder-Kategorien für autonome Multistakeholder-Gruppen im Allgemeinen um Versionen von „interessenbasierten“ Definitionen. Die ISO definiert ein Stakeholder-Individuum oder eine Stakeholder-Gruppe „als eine Person, die ein Interesse an jeder Entscheidung oder Aktivität einer Organisation hat“ (ISO 26000). Hemmati, Mitbegründer des MSP-Instituts, einer Multistakeholder-Unterstützungsorganisation, definiert Stakeholder als „diejenigen, die ein Interesse an einer bestimmten Entscheidung haben, entweder als Einzelpersonen oder als Vertreter einer Gruppe“ (ISO 26000). Dazu gehören sowohl Personen, die eine Entscheidung beeinflussen oder beeinflussen können, als auch diejenigen, die von ihr betroffen sind. Der Berufsverband der internationalen Umwelt- und Sozialnormenorganisationen, ISEAL, definiert Interessengruppen als diejenigen, „die wahrscheinlich ein Interesse an der Norm haben oder die wahrscheinlich von ihrer Umsetzung betroffen sind, und stellt ihnen angemessene und zugängliche Mechanismen zur Beteiligung zur Verfügung“.

### Mehrere Definitionen zur Auswahl von Organisationen innerhalb einzelner Stakeholder-Kategorien
Es gibt auch kein einheitliches Definitions- oder Auswahlverfahren, um die einzelne(n) Organisation(en) zu definieren, die eine bestimmte Kategorie von Interessenvertretern in einer bestimmten Multi-Stakeholder-Gruppe „vertreten“ können. Zum Beispiel kann die Kategorie „Regierung“ Regierungsstellen auf nationaler, regionaler, Bezirks-/Provinz- und Gemeindeebene, regionale zwischenstaatliche Organisationen (z. B. Europäische Kommission, Organisation Amerikanischer Staaten), zwischenstaatliche Sekretariate (z. B. FAO, WHO) umfassen oder Mitglieder von Parlamenten, Regulierungsbehörden, technische Experten in bestimmten Regierungsabteilungen und Gerichten einschließen. Die Kategorie „Zivilgesellschaft“ könnte in ähnlicher Weise nicht-staatliche Organisationen auf internationaler, regionaler und nationaler Ebene, soziale Bewegungen, religiöse Körperschaften, Berufsverbände, Entwicklungsorganisationen, humanitäre Gruppen oder Umwelt-NGOs umfassen. Die Stakeholder-Kategorie „Wirtschaft“ könnte multinationale Konzerne, mittelgroße nationale Unternehmen, kleine und kleinste lokale Unternehmen, Wirtschaftsverbände auf internationaler, nationaler oder lokaler Ebene, Unternehmen aus Entwicklungsländern, Unternehmen in Minderheitenbesitz, von Frauen geführte Unternehmen oder grüne globale Unternehmen umfassen. Wenn „Akademiker“ eine Stakeholder-Kategorie ist, könnten die Mitglieder der Kategorie Sozialwissenschaftler, Physiker, Philosophen, Umweltexperten, Religionsprofessoren, Juristen, Universitätsverwalter oder ein mit der wissenschaftlichen Arbeit verbundener Berufsverband sein.
Jede Organisation, die zur „Vertretung“ einer Interessenvertretungskategorie bestimmt ist, kann ihre eigene Methode anwenden, um eine Person für die Teilnahme an einer Interessenvertretungsgruppe auszuwählen.
Die Beteiligung einer Person aus einer bestimmten Organisation an der Leitung einer Multi-Stakeholder-Gruppe bedeutet nicht unbedingt, dass die Trägerorganisation (sei es ein Unternehmen, eine zivilgesellschaftliche Organisation oder eine Regierung) selbst mit an Bord ist. Die Teilnahme einer bestimmten Person kann nur bedeuten, dass ein bestimmtes Amt oder eine bestimmte Abteilung sich dafür entschieden hat, mit dieser Multi-Stakeholder-Gruppe zusammenzuarbeiten. Die betroffene Person kann die Erlaubnis erhalten haben, mit einer bestimmten Gruppe von Interessenvertretern in Verbindung zu treten, sie kann die Erlaubnis erhalten haben, in ihrer persönlichen oder beruflichen Eigenschaft teilzunehmen, oder sie kann formell dazu bestimmt worden sein, eine bestimmte Organisation zu vertreten.
Diese Zweideutigkeit zwischen dem Engagement der Institution als Ganzes und der Teilnahme eines Vertreters eines bestimmten Amtes oder einer bestimmten Agentur kann sich auf eine Reihe verschiedener Rollen innerhalb und außerhalb der Multi-Stakeholder-Gruppe auswirken. Die Multistakeholder-Gruppe kann es durchaus begrüßen, wenn sie öffentlich behaupten kann, dass x Regierungen oder y transnationale Unternehmen Teil der Multistakeholder-Gruppe sind, um eine größere politisch-wirtschaftliche Anerkennung zu erlangen. Intern könnten die anderen Teilnehmer glauben, dass die institutionellen Kapazitäten und finanziellen Ressourcen der Mutterorganisation verfügbar sind, um die Ziele der Multi-Stakeholder-Gruppe zu erreichen.

### Eindeutige Governance-Fragen bei der Verwendung des Begriffs Stakeholder
Es gibt keine laufenden internationalen Bemühungen um eine Standardisierung des zentralen Multi-Stakeholder-Governance-Konzepts der „Stakeholder“ und auch keine internationalen Bemühungen um eine Standardisierung des Prozesses zur Benennung einer Organisation oder eines Individuums innerhalb einer bestimmten Stakeholder-Kategorie.
Im Gegensatz zur Verwendung des Begriffs „Stakeholder“ in der Management- und Projektmanagementtheorie gibt es eine Reihe von demographischen, politischen und sozialen Faktoren, die sich auf die Verwendung des „Stakeholder“-Konzepts in der Governance auswirken können. Zu den identifizierten Problemen gehören (a) die Schwierigkeit, ein Gleichgewicht zwischen Geschlecht, Klasse, Ethnizität und geographischer Repräsentation in einer bestimmten Multistakeholder-Gruppe herzustellen; (b) die potentiellen Interessenkonflikte zwischen „geschäftlichen“ Stakeholdern und ihren kommerziellen Märkten; (c) die asymmetrische Macht verschiedener Stakeholder-Kategorien und verschiedener Organisationen, die Stakeholder-Kategorien innerhalb einer Multistakeholder-Gruppe vertreten; und (d) das Fehlen einer Überprüfungsstruktur oder eines gerichtlichen Mechanismus, um gegen die Auswahl von Stakeholder-Kategorien, Stakeholder-Organisationen innerhalb einer Kategorie oder die Auswahl der Person, die eine Stakeholder-Organisation vertreten soll, Einspruch zu erheben.

## Arten von Multi-Stakeholder-Governance-Gruppen
Multistakeholder-Governance-Vereinbarungen werden verwendet, oder vorgeschlagen, verwendet zu werden, um ein breites Spektrum globaler, regionaler und nationaler Herausforderungen anzugehen. Diese Governance-Herausforderungen, die oft erhebliche politische, wirtschaftliche oder sicherheitspolitische Auswirkungen haben, lassen sich wie folgt kategorisieren: (1) solche, die die Formulierung öffentlicher Politiken mit minimaler oder marginaler Regierungsbeteiligung betreffen; (2) solche, die an der Festlegung marktwirtschaftlicher Standards beteiligt sind, die früher eine staatliche Aufgabe waren; und (3) solche, die an der Umsetzung von Großprojekten, oft großen Infrastrukturprojekten, mit Regierungsbeteiligung beteiligt sind.

### Politisch orientierte Multi-Stakeholder-Governance-Gruppen
Politikorientierte Multi-Stakeholder-Governance-Gruppen werden eingesetzt, um eine internationale politische Frage zu behandeln. Diese Gruppen entstehen in der Regel, wenn globale Akteure eine politische Intervention für notwendig erachten, aber Regierungen oder zwischenstaatliche Organisationen nicht willens oder nicht in der Lage sind, eine politische Frage zu lösen. Die meisten Multi-Stakeholder-Governance-Gruppen treffen sich unabhängig von multilateralen Organisationen, während einige das multilaterale System zu ihrer Unterstützung oder Förderung einbeziehen können.
Beispiele für politikorientierte Multi-Stakeholder-Governance-Gruppen:
- World Economic Forum’s Global Futures Councils[25]
- World Commission on Dams
- Kimberley Process Certification Scheme
- Renewable Policy Network for the 21st Century
- Global Partnership for Oceans

### Produkt-, finanz- und prozessorientierte Multistakeholder-Gruppen
Produkt-, finanz- und prozessorientierte Multistakeholder-Gruppen sind Organisationen, die Standards für international gehandelte Produkte und Prozesse festlegen und/oder Finanzierungen mit einem Multistakeholder-Vorstand bereitstellen.
Bei Produkten besteht das Ziel darin, ethische, umwelt- und entwicklungsfreundliche Produkte zu ermöglichen, die von den Verbrauchern gewünscht werden und für Produzenten, Hersteller und Einzelhändler von Nutzen sind.
Prozesse beziehen sich auf neue, sich schnell entwickelnde, komplexe und hochwirksame Technologien auf dem internationalen Markt, für die es keine nationalen Normen oder Regulierungsaufsicht gibt. Die Multistakeholder-Gruppen bestimmen, wie die Prozesse zwischen konkurrierenden kommerziellen Interessen international am besten funktionieren können. Diese Gruppen arbeiten mit zivilgesellschaftlichen Organisationen der sozialen Gerechtigkeit, akademischen und staatlichen Stellen zusammen, um Konflikte zu lösen und einen Weg nach vorn zu planen.
Im Gegensatz zu traditionellen philanthropischen Organisationen arbeiten finanzorientierte Multistakeholder-Gruppen mit einem Leitungsgremium, das explizit Personen benennt, die die Ansichten bestimmter Stakeholder-Kategorien „vertreten“.
Beispiele für produktorientierte Multi-Stakeholder-Gruppen:
- Aquaculture Stewardship Council (ASC)
- Better Cotton
- Forest Stewardship Council (FSC)
- Global Coffee Platform (GCP)
- GoodWeave
- Marine Stewardship Council (MSC)
- Roundtable on Sustainable Biomaterials (RSB)
- Roundtable on Sustainable Palm Oil (RSPO)
- Initiative for Responsible Mining Assurance

Beispiele für prozessorientierte Multi-Stakeholder-Gruppen:
- ICANN
- Fairtrade International (FLO)
- Projekt FramingNano
- Globale Partnerschaft für Wirtschaft und Biodiversität
- Carnegie Climate Geoengineering Governance Initiative
- Internet-Verwaltungsforum (IGF)

Beispiele für finanzorientierte Multi-Stakeholder-Gruppen:
- GAVI, Die Impfstoff-Allianz
- CGIAR (ehemals Beratende Gruppe für Internationale Agrarforschung)

### Projektorientierte Multi-Stakeholder-Gruppen
Projektorientierte Multi-Stakeholder-Gruppen erfüllen globale oder nationale Aufgaben, die Regierungen oder das multilaterale System nicht erfüllen können. Globale projektorientierte Gruppen erreichen Governance-Ziele, die durch das multilaterale System umgesetzt werden. Nationale projektorientierte Gruppen befassen sich mit einem öffentlichen Bedürfnis, das die jeweilige Regierung nicht erfüllen kann. Diese können auf lokaler, staatlicher oder nationaler Ebene tätig sein. Projektorientierte Multi-Stakeholder-Gruppen werden häufig als öffentlich-private Partnerschaften (PPP) bezeichnet.
Beispiele für globale projektorientierte Gruppen:
- Alliance for Water Stewardship
- Roll Back Malaria
- Accord on Fire and Building Safety in Bangladesh
- Global Alliance for Improved Nutrition
- The Global Polio Eradication Initiative
- The Global Fund to Fight AIDS, Tuberculosis and Malaria
- Sustainable Energy for All

Beispiele dafür, wo nationale projektorientierte Gruppen tätig werden können:
- Erholungsgebiete
- Transport-Infrastruktur
- Hochgeschwindigkeits-Internet-Infrastruktur
- städtische Trinkwasserversorgung

## Beziehung des Multistakeholderismus mit

### Multilateralem System
Verschiedene Teile des multilateralen Systems sind in unterschiedlicher Weise an allen drei Arten von Multistakeholder-Gruppen beteiligt. Dazu gehören Multistakeholder-Gremien, die von einem zwischenstaatlichen Gremium einberufen werden (z. B. Ziel 17 der SDGs); Multistakeholder-Gremien, die vom Sekretariat des UN-Systems selbst organisiert und rechtlich von ihm abhängig sind (z. B. Global Compact); Multistakeholder-Gremien, die anbieten, bestimmte Ziele und Projekte der UNO finanziell zu unterstützen; den UNO angegliederte Projektentwicklungsorganisationen, die die Umsetzung durch Multistakeholder als effektiver und effizienter als die Umsetzung durch einen Staat oder das UNO-System erachten; nicht von den Vereinten Nationen geförderte Multistakeholder-Gremien, die sich formell mit dem UNO-System verbünden (z. B. strategische Partnerschaft WEF) und nicht von den Vereinten Nationen geförderte Multistakeholder-Gremien, in denen Mitarbeiter des UNO-Systems in ihrer persönlichen, beruflichen Eigenschaft dienen dürfen.
Auf der anderen Seite sind einige Multistakeholder-Gremien bewusst unabhängig vom UN-System. Diese Form des Rückzugs aus dem UN-System wurde von der Global Redesign Initiative als „plurilaterale, oft aus mehreren Interessengruppen bestehende Koalitionen der Willigen und Fähigen“ formuliert, die außerhalb des zwischenstaatlichen Rahmens arbeiten wollen und können. Beispiele für diese Praxis sind Multistakeholder-Gremien, die explizit Autonomie von rechtsverbindlichen staatlichen Regelungen und dem „Soft Law“ des zwischenstaatlichen Systems anstreben (z. B. Internet-Governance); normsetzende Multistakeholder-Gremien, die der Ansicht sind, dass das UN-System nicht auf ihre Anliegen eingegangen ist, und sich folglich dafür entscheiden, ohne Engagement des UN-Systems zu arbeiten; und internationale Multistakeholder-Finanzierungsquellen, die sich dafür entscheiden, unabhängig vom jeweiligen zwischenstaatlichen Prozess zu sein (z. B. GAVI).
Schließlich wollen sich einige Multistakeholder-Gremien in ihrer täglichen Arbeit vom UN-System lösen, streben aber eine zwischenstaatliche Billigung des Ergebnisses der autonomen Vereinbarungen durch die UNO an (z. B. das Zertifizierungssystem des Kimberley-Prozesses).
i. Die Ansichten multilateraler Institutionen über Prozesse und Regierungsführung mit mehreren Interessengruppen
Als ein sich entwickelndes Global-Governance-System beschreiben verschiedene Teile des UN-Systems die Bedeutung des Multistakeholderismus auf unterschiedliche Weise. Die Weltbank stellt zum Beispiel fest, dass Multistakeholder-Initiativen die Regierung, die Zivilgesellschaft und den Privatsektor zusammenbringen, um komplexe Entwicklungsherausforderungen anzugehen, für die keine Partei allein die Kapazität, die Ressourcen und das Know-how hat, um dies effektiver zu tun; die Asiatische Entwicklungsbank behauptet, dass Multistakeholder-Gruppen es Gemeinschaften ermöglichen, ihre Bedürfnisse zu artikulieren, Veränderungsprozesse mitzugestalten und eine breite Unterstützung für schwierige Reformen zu mobilisieren; der Global Compact ist der Überzeugung, dass die UNO durch die Zusammenkunft engagierter Unternehmen mit relevanten Experten und Interessengruppen einen Raum der Zusammenarbeit schaffen kann, um fortschrittliche Nachhaltigkeitspraktiken in Unternehmen zu entwickeln und umzusetzen und eine breite Akzeptanz von Nachhaltigkeitslösungen bei Unternehmen auf der ganzen Welt zu fördern; und das Partnerschaftsziel der SDG (Ziel 17) zielt darauf ab, Partnerschaften mit mehreren Interessengruppen zu nutzen, um Wissen, Expertise, Technologie und finanzielle Ressourcen zur Umsetzung des SDG-Programms zu mobilisieren und zu teilen.
ii. Öffentliche Bedenken, die in Bezug auf das Engagement mehrerer Interessengruppen im multilateralen System geäußert wurden
Einige Regierungen, zivilgesellschaftliche Organisationen und die internationalen Medien haben die Legitimität und Angemessenheit des Engagements mehrerer Interessengruppen für den Multilateralismus in Frage gestellt und die Besorgnis geäußert, dass die Integrität und Legitimität der UNO durch den Multistakeholderismus gefährdet wird. Sie haben ein strategisches Partnerschaftsabkommen zwischen dem Büro des UNO-Generalsekretärs und dem Weltwirtschaftsforum angefochten; die geplante Ausrichtung internationaler Konferenzen, die den traditionellen zwischenstaatlichen Vorbereitungsprozess für eine solche Konferenz umgeht, die sich auf die Einbeziehung mehrerer Interessengruppen in das Sekretariat des UNO-Systems konzentriert (Fu vorgeschlagener Welternährungsgipfel); der Übergang von einer Entwicklung von unten nach oben zu einer von oben nach unten von mehreren Interessengruppen geführten Entwicklung; das Angebot kostenloser Mitarbeiter des Weltwirtschaftsforums für den Direktor eines Vertragsorgans des UN-Systems; und der Prozess großer internationaler Multistakeholder-Gremien, die durch ihre Philanthropie globale politische Ziele setzen.

### Transnationale Unternehmen und industrienahe Organisationen
Die meisten transnationalen Unternehmen (TNU) und wirtschaftsnahen Organisationen arbeiten nicht mit Multistakeholder-Gruppen zusammen. Der Unternehmenssektor und große TNU werden jedoch allzu oft als wesentliche Teilnehmer an einem Multistakeholder-Unternehmen angesehen.
Einige dieser Unternehmen sehen langfristige Vorteile aus dem Multistakeholderismus. Für einige sind Multistakeholder-Governance-Gremien die bevorzugte Alternative zu staatlicher Aufsicht oder zwischenstaatlichem entworfenem Soft Law. Für Unternehmen in Sektoren mit stark negativem Profil können Multistakeholder-Gremien nützliche Instrumente sein, um Lösungen für komplexe Schwierigkeiten zu finden oder die öffentliche Glaubwürdigkeit ihres Unternehmens oder Sektors wiederherzustellen. Für andere Unternehmen bieten Multistakeholder-Gruppen einen institutionellen Einstieg in Global-Governance-Strukturen oder ein institutionelles Arrangement außerhalb des UN-Systems, um bei der Definition internationaler Politiken und Programme eine Führungsrolle zu übernehmen (z. B. die Shaping the Future Councils des WEF).
Für andere Firmen sind die Vorteile eher kurzfristiger Natur. Zu den kurzfristigen Vorteilen gehören die Arbeit an der Gestaltung der technischen Spezifikationen für einen internationalen Nischenmarkt, die Schaffung öffentlicher Akzeptanz und Erwartungen für neue Märkte und die Verwaltung der öffentlichen Wahrnehmung ihrer Firma.
Die bei weitem größte Anzahl von TNU, die sich mit Multistakeholdern befassen, sind jedoch diejenigen, die sich an projektorientierten, öffentlich-privaten Partnerschaften (PPP) auf nationaler und internationaler Ebene beteiligen. Diese TNU und die mit ihnen verbundenen nationalen Unternehmen können die PPP-Form nutzen, um sowohl staatliche Versäumnisse zu beheben, um ein bestimmtes sozioökonomisch-ökologisches Bedürfnis zu befriedigen, als auch um die staatliche Genehmigung für die Privatisierung eines bestimmten Sektors oder einer Region einer Volkswirtschaft zu erhalten.
Diese Verschiebungen in der Rolle des Unternehmenssektors verändern seit langem bestehende öffentlich-private Unterscheidungen und haben als solche Auswirkungen auf die globale und nationale demokratische Entscheidungsfindung.

### Organisationen der Zivilgesellschaft / NGOs / soziale Bewegungen
Eine der Triebfedern für die Schaffung von zivilgesellschaftlichen Organisationen (CSOs), Nichtregierungsorganisationen oder sozialen Bewegungen ist es, von Regierungen und kommerziellen Interessen unabhängig zu sein. Mit dem Aufkommen der Multi-Stakeholder-Governance haben sich einige Institutionen absichtlich von dieser autonomen Position entfernt, um bestimmte institutionelle Ziele zu fördern; andere haben sich aus Angst, von wichtigen Entscheidungen abgeschnitten zu werden, Multi-Stakeholder-Gruppen, insbesondere PPPs, angeschlossen, während die Mehrheit dieser Organisationen von Regierungen und kommerziellen Interessen unabhängig und ohne Verbindung zu Multi-Stakeholder-Gruppen bleibt.
Im ersten Fall haben einige zivilgesellschaftliche Organisationen in Partnerschaft mit einem sektorspezifischen TNU und nationalen Unternehmen internationale Normungsgremien gegründet; sie haben sich hochrangigen politischen Multistakeholder-Gruppen angeschlossen; sie haben sich mit Multistakeholder-Gruppen beteiligt, die zur Umsetzung der Ziele des UN-Systems einberufen wurden (z. B. SDG-Ziel 17); und sie haben sich internationalen Initiativen zur Überwachung von Multistakeholder-Gruppen angeschlossen.
Im zweiten Fall sind Organisationen der Zivilgesellschaft, die mit der Gründung einer mächtigen PPP konfrontiert waren, der Meinung, dass eine Nichtbeteiligung sie vor Ort stark benachteiligen würde; andere Organisationen der Zivilgesellschaft würden es vorziehen, dass eine Regierung oder das UNO-System ein bestimmtes Thema behandelt und keine andere Möglichkeit sehen, für diesen Abschnitt Standards zu setzen (z. B. die Globale Kaffeeplattform).
Im dritten Fall haben zivilgesellschaftliche Organisationen, NGOs und soziale Bewegungen positive Schritte unternommen, um Regierungen, transnationale Unternehmen und andere zivilgesellschaftliche Organisationen, NGOs und soziale Bewegungen davon abzubringen, sich an Multistakeholder-Gruppen zu beteiligen; einige dieser Organisationen haben an den UN-Generalsekretär appelliert, sich aus Partnerschaften mit Multistakeholder-Gremien zurückzuziehen.

### Regierungen, insbesondere politische Entscheidungsgremien, Regulierungsbehörden und Infrastrukturbüros
Einige Regierungen arbeiten mit Multistakeholdern zusammen, um öffentliche Politiken zu entwickeln oder die Entwicklung öffentlicher Politiken zu vermeiden. Diese Regierungen, oder genauer gesagt Teile von Regierungen, haben Multistakeholder-Gruppen unterstützt, die sich mit komplexen Fragen der öffentlichen Ordnung befassen, haben sich dafür entschieden, sensible zwischenstaatliche Fragen ohne Beteiligung des UNO-Systems zu behandeln, und haben sich dafür entschieden, paramilitärische Fragen ohne Beteiligung des UNO-Systems zu behandeln (z. B. Internationaler Verhaltenskodex für private Sicherheitsdienstleister).
Die Regierungen nutzen nicht einheitlich Multistakeholder-Gremien für die Politikgestaltung. In mehreren Fällen nutzen einige Regierungen den Multistakeholderismus als einen Mechanismus der öffentlichen Ordnung. In derselben Frage der öffentlichen Ordnung lehnen andere Regierungen den Einsatz von Multistakeholder-Gremien ab und ziehen es stattdessen vor, ein Thema im Rahmen multilateraler oder bilateraler Vereinbarungen zu behandeln. Die beiden deutlichsten Beispiele sind die Internet-Governance und private internationale Normungsgremien, die ohne Beteiligung der Entwicklungsländer arbeiten (das Forum für Nachhaltigkeitsstandards der UNCTAD). Im Falle der Internet-Governance versuchen die wichtigsten privaten Akteure in diesem Bereich, wenig oder gar nicht mit den Regierungen in Kontakt zu treten.
Alle Regierungen verfügen über Regulierungsinstitutionen, die Produktstandards festlegen. Der Multistakeholderismus bietet die Gelegenheit für eine alternative Regelung, die den Prozess der Formulierung und Überwachung von Standards auf ein Gremium mit mehreren Interessengruppen verlagert und die Standards von obligatorisch auf freiwillig verschiebt. Beispiele für diesen Einsatz von Multistakeholder-Gruppen durch Regierungen sind die Entscheidung, den Rat von Experten-basierten Multistakeholder-Gruppen zu befolgen, statt separate Expertenorganisationen auf Regierungsebene zu gründen, die Begrüßung von Bemühungen um die Festlegung von Multistakeholder-Standards durch TNU und die Zivilgesellschaft zur Vermeidung von Konflikten mit TNU im Heimatland und anderen Unternehmen (z. B. das „Accord on Fire and Building Safety“ in Bangladesch) und die Unterstützung freiwilliger private Standardsetzung für un- und unterverwaltete Räume (z. B. Ozeane). Viele dieser Fälle stellen eine indirekte Privatisierung von öffentlichen Dienstleistungen und Gütern dar.
Andere Regierungen oder Teile der Regierung beteiligen sich aktiv an projektbasierten öffentlich-privaten Partnerschaften. Bei PPP vereinbaren Regierungen, einer bestimmten Gruppe von Interessengruppen dejure oder de facto die Kontrolle über eine natürliche Ressource (d. h. den Zugang zu öffentlichem Wasser) oder das Gebiet um ein Infrastrukturprojekt herum zu gewähren. Der Grad der Kontrolle, der explizit oder implizit auf die PPP übertragen wird, und das Ausmaß, in dem die ursprünglichen Erwartungen an Betrieb und Preise nicht erfüllt werden, ist zu einer umstrittenen Frage der Governance geworden.

### Akademie und Berufsverbände
Während über 250 Akademiker den WEF bei der Entwicklung ihrer Global Redesign Initiative unterstützten, sind die meisten Mitglieder der akademischen Gemeinschaft und die meisten Berufsverbände nicht mit Multistakeholder-Gruppen involviert. Diejenigen Akademiker, die in Multistakeholder-Gruppen involviert sind, neigen dazu, sich an der Politikgestaltung von Multistakeholder-Gruppen oder an der Entwicklung von internationalen Produkt- und Prozessstandards zu beteiligen.
Einige universitäre Experten schließen sich wirtschaftsorientierten Multistakeholder-Gremien in ähnlicher Weise an wie in den Vorständen einzelner Firmen. Im Gegensatz zur Bereitstellung ihres Fachwissens für ein Unternehmen als Berater oder Vorstandsmitglied sind die Wissenschaftler im Vorstand einer Multistakeholder-Governance-Organisation, insbesondere einer Organisation, die internationale Produkt- oder Prozessstandards festlegt, jedoch von einer Berater- und Investorenrolle zu einer Rolle übergegangen, die funktionell einem staatlichen Regulierungsbeamten ähnelt.
In einigen Fällen werden Universitätsfakultäten von großen Firmen oder Regierungen angeworben, um eine akademisch-wirtschaftliche Regierungsorganisation zu gründen, die neue Märkte für dieses Unternehmen oder die Unternehmen ihres Sektors eröffnet. In anderen Fällen veranstalten Multistakeholder-Gruppen und Universitäten gemeinsam Multistakeholder-Veranstaltungen und Forschungsprojekte.